# Cholado

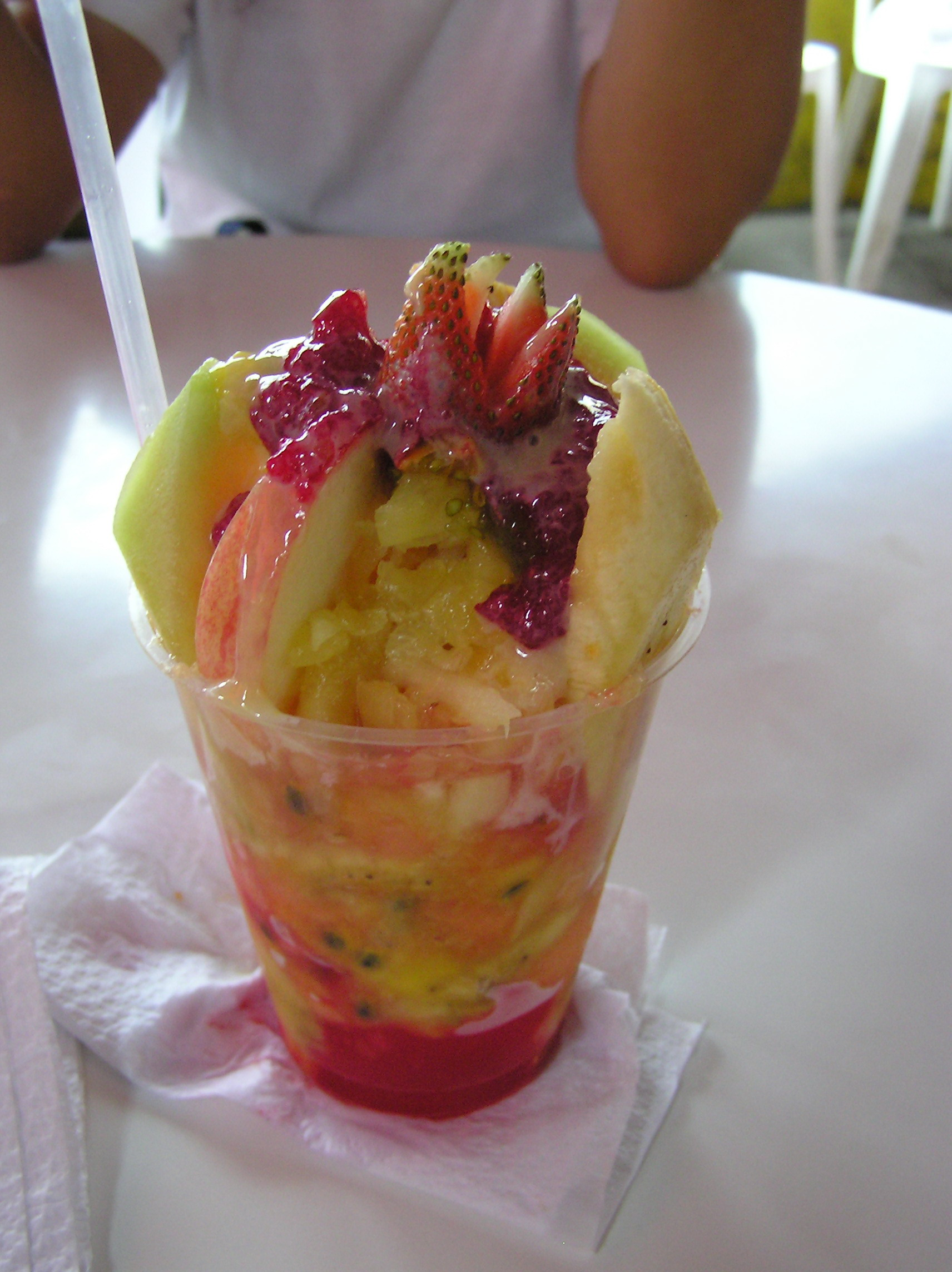
Cholado

Cholado o Cholao o Raspao è una bevanda ghiacciata dolce, con frutta fresca e latte condensato, tipica e tradizionale di Jamundí, nella Valle del Cauca, in Colombia. Viene preparata con ghiaccio tritato e frutta tagliata a pezzetti, latte condensato e sciroppo di frutta (e qualche volta viene aggiunta la panna).

## Ingredienti
Tra la frutta usata è presente la banana, la mela, il kiwi, la fragola, il cocco, la papaya e l'ananas.